# Utetes truncatus
Utetes truncatus är en stekelart som först beskrevs av Wesmael 1835.  Utetes truncatus ingår i släktet Utetes och familjen bracksteklar. Arten är reproducerande i Sverige. Inga underarter finns listade i Catalogue of Life.